# Thobias Fredriksson
Karl Daniel Thobias Fredriksson (Mellerud, 4 aprile 1975) è un ex fondista svedese.
È fratello di Mathias, a sua volta fondista di alto livello.

## Biografia
Debuttò ad alto livello ai Mondiali juniores di Harrachov nel 1993, vincendo una medaglia.
In Coppa del Mondo esordì il 29 novembre 1994 nella 15 km a tecnica libera di Gällivare (82°), ottenne il primo podio il 10 dicembre 1997 nella sprint a tecnica libera di Milano (2°) e la prima vittoria il 20 marzo 2003 nella sprint a tecnica libera di Borlänge. Specialista nelle gare sprint, vinse la Coppa del Mondo di sprint nel 2003 e nel 2004, mentre nell 2006 chiuse secondo.
In carriera prese parte a due edizioni dei Giochi olimpici invernali, Salt Lake City 2002 (17° nella sprint) e Torino 2006 (3° nella sprint, 1° nella sprint a squadre) e a quattro dei Campionati mondiali, vincendo due medaglie.
Chiuse la sua carriera in Coppa del Mondo nel dicembre del 2009, continuando a gareggiare in competizioni minori fino al gennaio del 2011.

## Palmarès

### Olimpiadi
- 2 medaglie:
  - 1 oro (sprint a squadre a Torino 2006)
  - 1 bronzo (sprint a Torino 2006)

### Mondiali
- 2 medaglie:
  - 1 oro (sprint a Val di Fiemme 2003)
  - 1 bronzo (sprint a Oberstdorf 2005)

### Mondiali juniores
- 2 medaglie:
  - 2 bronzi (10 km a Harrachov 1993; 10 km a Gällivare 1995)

### Coppa del Mondo

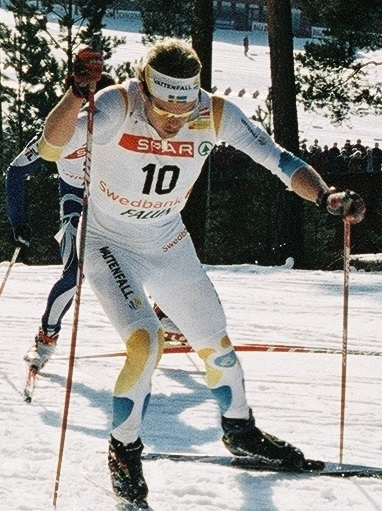
Fredriksson in gara a Falun nel 2007

- Miglior piazzamento in classifica generale: 7º nel 2006
- Vincitore della Coppa del Mondo di sprint nel 2003 e nel 2004
- 28 podi (20 individuali, 8 a squadre[2]):
  - 7 vittorie (5 individuali, 2 a squadre)
  - 14 secondi posti (9 individuali, 5 a squadre)
  - 7 terzi posti (6 individuali, 1 a squadre)

#### Coppa del Mondo - vittorie
| Data            | Luogo                | Paese     | Disciplina                              |
| --------------- | -------------------- | --------- | --------------------------------------- |
| 20 marzo 2003   | Borlänge             | Svezia    | Sprint TL                               |
| 26 ottobre 2003 | Düsseldorf           | Germania  | Sprint a squadre TL (con Peter Larsson) |
| 18 gennaio 2004 | Nové Město na Moravě | Rep. Ceca | Sprint TL                               |
| 5 marzo 2004    | Lahti                | Finlandia | Sprint TL                               |
| 7 marzo 2006    | Borlänge             | Svezia    | Sprint TL                               |
| 15 marzo 2006   | Changchun            | Cina      | Sprint TL                               |
| 28 ottobre 2007 | Düsseldorf           | Germania  | Sprint a squadre TL (con Peter Larsson) |

Legenda:

TC = tecnica classica

TL = tecnica libera

#### Coppa del Mondo - competizioni intermedie
- 1 podio di tappa:
  - 1 secondo posto